# Cantonul Arques
Cantonul Arques este un canton din arondismentul Saint-Omer, departamentul Pas-de-Calais, regiunea Nord-Pas-de-Calais, Franța.

## Comune
| Comune                   | Populație (1999) | Cod poștal | Cod INSEE |
| ------------------------ | ---------------- | ---------- | --------- |
| Arques                   | 9 331            | 62510      | 62040     |
| Blendecques              | 5 186            | 62575      | 62139     |
| Campagne-lès-Wardrecques | 947              | 62120      | 62205     |
| Helfaut                  | 1 693            | 62570      | 62423     |
| Saint-Omer               | 15 747 (1)       | 62500      | 62765     |